# 피낭동물
피낭동물(被囊動物, Tunicata)은 척삭동물의 한 부류로 미삭동물(尾索動物, Urochordata) 또는 미색동물로 더 알려져 있다. 암수한몸으로, 무성생식 또는 유성생식을 한다. 해초강, 탈리아강, 유형강으로 나뉘는데, 이들 중 해초강은 성체가 되면 고착생활을 한다. 이러한 고착성 동물의 유생은 꼬리 쪽에 척삭이 있어서 원삭동물의 성질을 뚜렷이 가지나, 성체가 되어 고착생활을 하게 되면 꼬리 부분이 퇴화되므로 결국 척삭도 없어진다. 이때 꼬리부분뿐만 아니라 체강·배설기·신경이나 소화관의 뒤쪽도 함께 퇴화된다.  우렁쉥이(멍게)·모래무치만두우렁쉥이·버섯유렁우렁쉥이·대추우렁쉥이·무화과곤봉우렁쉥이·붉은우렁쉥이·칠면조안장우렁쉥이·국화판우렁쉥이·보라판우렁쉥이·점우렁쉥이·미더덕·침우렁쉥이·바다술통·송곳살파 등이 여기에 속한다.

## 먹이
거의 모든 성체의 피낭동물는 (유충형태는 일반적으로 먹이를 섭취하지 않음) 해수를 몸으로 거쳐 플랑크톤을 포획하여 영양소를 섭취하는 현탁 섭식자다.해초강은 소화과정에서 일반적인 것이지만 다른 피낭동물들 유사한 체계를 가지고 있다.  물은 아가미 틈을 감싸고 있는 섬모의 작용에 의해 협측 사이펀을 통해 체내로 유입된다. 충분한 음식을 얻으려면 평균적인 해초강은 초당 1체적의 물을 처리해야 한다. 이것은 내주(무척추 척색 동물과 칠성 유충에서 발견되는 해부학 적 특징-endostyle)에 의해 지속적으로 분비되는 인두를 감싸는 그물을 통해 그려진다. 이 그물은 섬유로 이루어져 있으며 직경 약 0.5 µm의 구멍을 가진 끈적끈적한 점액실로 만들어져 있으며, 박테리아를 포함한 플랑크톤 입자를 포획할 수 있다. 이 그물은 인두에 있는 등쪽 면에 말려지며, 그리고 함께 포획된 입자들과 함께 식도로 흡입된다. 소화관은 U자형이며 내부에도 섬유가 있어 내용물을 움직다. 위는 U자형의 가장 낮은 부분에서 확장된 부분이며 소화 효소가 분비되고 유문샘은 추가 분비물을 분비한다. 소화가 완료되면, 음식물은 흡수가 일어나는 장으로 이동하고, 소변에서는 소화되지 않은 잔여물이 대변덩어리 또는 줄기로 형성된다. 항문은 출수관 근처에 있는 위새강의 등 또는 배설강 부분으로 열린다. 여기서 배설물은 끊임없는 수류에 의해 잡혀 폐기물을 외부로 운반한다. 배설물을 배출한 후, 수류에 맞춰 방향을 잡아, 입구관이 오염된 물을 끌어들이지 않도록 한다.

## 인간에 의한 사용

### 의학적 사용
피낭동물은 다음과 같은 잠재적으로 유용한 화합물이 많이 포함되어 있다.
```
-항바이러스제 및 면역억제제로 다양한 유형의 암에 효과적인 디뎀닌(
Didemnins
)
```

```
-다양한 유형의 암에 효과적인 디뎀닌인 아플리딘(
Aplidine
) 2021년 1월 말 기준 COVID-19 치료제로 임상 3상 시험 중
```

```
-다양한 유형의 암에 효과적인 또 다른 디뎀닌인 트라벡테딘(
Trabectedin
)
```

피낭동물은 일련의 세대에 걸쳐 자신의 세포 이상을 교정할 수 있으며 유사한 재생 과정이 인간에게도 가능할 수 있다. 현상의 기본 메커니즘은 세포와 조직이 재프로그래밍되고 손상된 인간 장기를 재생하는 잠재력에 대한 통찰력으로 이어질 수 있다.

### 식용으로써 사용
다양한  해초강(Ascidiacea)은 전 세계적으로 음식으로 소비된다. 피우레(Pyura chilensis)는 날것과 해산물 스튜 모두 칠레 요리에 사용된다. 일본과 한국에서는 멍게속(Halocynthia roretzi)이 주로 먹는 종이다. 야자 잎으로 만든 매달린 줄에서 재배된다. 1994년에는 42,000톤 이상을 생산하였으나 이후 양식 멍게의 대량폐사(튜닉이 부드러워짐)가 발생하여 2004년에는 4,500톤만이 생산되었다.

### 또 다른 사용
바이오 연료의 공급원으로서 피낭동물의 사용이 연구되고 있다. 셀룰로오스 체벽은 분해되어 에탄올로 전환될 수 있으며 동물의 다른 부분은 단백질이 풍부하여 어류 사료로 전환될 수 있다. 대규모로 피니케이트를 배양하는 것이 가능할 수 있으며 그렇게 하는 경제성이 매력적이다. 피낭동물은 포식자가 거의 없기 때문에 바다에서 제거해도 생태학적으로 심각한 영향을 미치지 않을 수 있다. 바다 기반이기 때문에 그들의 생산은 바이오 연료 프로젝트를 위한 육상 작물 재배와 달리 식량 생산과 연관이 없어 경쟁하지 않는다.
일부 피낭동물 모델 유기체로 사용된다. 유령멍게 및 Ciona savignyi는 발달 연구에 사용되었다. 두 종의 미토콘드리아 및 핵 게놈이 시퀀싱 되었다. 맹장류 Oikopleura dioica의 핵 게놈은 후생동물 중에서 가장 작은 것으로 보이며 이 종은 유전자 조절과 척색동물의 진화 및 발달을 연구하는 데 사용되었다.

## 하위 분류
- 유형강 (Appendicularia 또는 Larvacea)
  - 유형목 (Copelata)
- 해초강 (Ascidiacea)
  - 무관해초목 (Aplousobranchia) - 곤봉멍게, 흰덩이멍게 등 포함
  - 편새해초목 (Phlebobranchia) - 대추멍게, 유령멍게 등 포함
  - 강새해초목 (Stolidobranchia) - 멍게(우렁쉥이), 미더덕 등 포함
- 탈리아강 (Thaliacea)
  - 돌리올룸목 (Doliolida)
  - 화체목 (Pyrosomida)
  - 살파목 (Salpida)

## 계통 분류
|  | 편새해초목 |
|  |            |
|  | 탈리아강   |
|  |            |

|  | 무관해초목 |
|  |            |
|  | 유형강     |
|  |            |

|  | 편새해초목 |
|  |            |
|  | 탈리아강   |
|  |            |

|  | 무관해초목 |
|  |            |
|  | 유형강     |
|  |            |

|  | 편새해초목 |
|  |            |
|  | 탈리아강   |
|  |            |

|  | 무관해초목 |
|  |            |
|  | 유형강     |
|  |            |

|  | 편새해초목 |
|  |            |
|  | 탈리아강   |
|  |            |

|  | 무관해초목 |
|  |            |
|  | 유형강     |
|  |            |

## 같이 보기
- 피낭동물의 과 목록